# 卡胡庫 (夏威夷州)
卡胡庫（英語：Kahuku）是位於美國夏威夷州檀香山縣的一個人口普查指定地區。

## 地理
卡胡庫的座標為21°40′49″N 157°57′01″W / 21.68028°N 157.95028°W，而該地最高點為海拔高度5米（即15英尺）。

## 人口
根據2010年美國人口普查的數據，卡胡庫的面積為5.90平方千米，當中陸地面積為2.50平方千米，而水域面積為3.40平方千米。當地共有人口2614人，而人口密度為每平方千米443.05人。